# Lista över svenska miljardärer (2006)
Det här är en lista över svenska miljardärer, räknat i svenska kronor (SEK), för år 2006.
1. Ingvar Kamprad (146,1 miljarder SEK)
2. Hans Rausing (87 miljarder SEK)
3. Stefan Persson (68 miljarder SEK)
4. Kirsten Rausing (44 miljarder SEK)
5. Finn Rausing (44 miljarder SEK)
6. Jörn Rausing (44 miljarder SEK)
7. Antonia Ax:son Johnson (20 miljarder SEK)
8. Fredrik Lundberg (18 miljarder SEK)
9. Bertil Hult (15 miljarder SEK)
10. Lottie Tham (14 miljarder SEK)
11. Melker Schörling (13 miljarder SEK)
12. Dan Sten Olsson (11 miljarder SEK)
13. Jörgen Philip-Sörensen (9 miljarder SEK)
14. Frederik Paulsen (7,5 miljarder SEK)
15. Stefan Olsson (7,3 miljarder SEK)
16. Anders Bodin (6,5 miljarder SEK)
17. Maths O. Sundqvist (6,4 miljarder SEK)
18. Sten Mörtstedt (6 miljarder SEK)
19. Jonas af Jochnick (5,9 miljarder SEK)
20. Madeleine Olsson-Eriksson (5,6 miljarder SEK)
21. Cristina Stenbeck (5,3 miljarder SEK)
22. Hugo Stenbeck (5,3 miljarder SEK)
23. Sophie Stenbeck (5,3 miljarder SEK)
24. Max Stenbeck (5,3 miljarder SEK)
25. Carl Bennet (5,2 miljarder SEK)
26. Karl-Johan Persson (5 miljarder SEK)
27. Charlotte Persson (5 miljarder SEK)
28. Tom Persson (5 miljarder SEK)
29. Gustaf Douglas (4,7 miljarder SEK)
30. Peter Kamprad (4,3 miljarder SEK)
31. Jonas Kamprad (4,3 miljarder SEK)
32. Mathias Kamprad (4,3 miljarder SEK)
33. Bengt Ågerup (4,3 miljarder SEK)
34. Robert af Jochnick (4,2 miljarder SEK)
35. Sven Hagströmer (4,1 miljarder SEK)
36. Eva Lundin (4 miljarder SEK)
37. Mona Hamilton (4 miljarder SEK)
38. Lukas H. Lundin (4 miljarder SEK)
39. Ian H. Lundin (4 miljarder SEK)
40. Nico Mordasini (4 miljarder SEK)
41. Christer Ericsson (3,9 miljarder SEK)
42. Ulf G. Lindén (3,8 miljarder SEK)
43. Jan Bengtsson (3,4 miljarder SEK)
44. Erik Paulsson (3,2 miljarder SEK)
45. Margareta Wallenius-Kleberg (3,2 miljarder SEK)
46. Mary Haid (2,9 miljarder SEK)
47. Johan Eliasch (2,8 miljarder SEK)
48. Rune Andersson (2,7 miljarder SEK)
49. Thomas Sandell (2,7 miljarder SEK)
50. Sten Åke Lindholm (2,6 miljarder SEK)
51. Björn Savén (2,6 miljarder SEK)
52. Roger Akelius (2,5 miljarder SEK)
53. Mats Arnhög (2,4 miljarder SEK)
54. Jeanette Bonnier (2,2 miljarder SEK)
55. Lisbet Rausing (2,2 miljarder SEK)
56. Sigrid Rausing (2,2 miljarder SEK)
57. Hans-Kristian Rausing (2,2 miljarder SEK)
58. Robert Weil (2,2 miljarder SEK)
59. Gerard De Geer (2,1 miljarder SEK)
60. Mats Paulsson (2,1 miljarder SEK)
61. Niklas Zennström (2,1 miljarder SEK)
62. Magnus Claesson (2 miljarder SEK)
63. Johan Claesson (2 miljarder SEK)
64. Carl Douglas (2 miljarder SEK)
65. Eric Douglas (2 miljarder SEK)
66. Eva Hamrén-Larsson (2 miljarder SEK)
67. Dag Landvik (2 miljarder SEK)
68. Torsten Jansson (1,9 miljarder SEK)
69. Åke Bonnier d.y. (1,8 miljarder SEK)
70. Annika Bootsman Kleberg (1,8 miljarder SEK)
71. Jonas Kleberg (1,8 miljarder SEK)
72. Louise Lundberg (1,8 miljarder SEK)
73. Katarina Lundberg (1,8 miljarder SEK)
74. Patrik Brummer (1,7 miljarder SEK)
75. Pontus Bonnier (1,6 miljarder SEK)
76. Bengt Lundström (1,6 miljarder SEK)
77. Sven Philip-Sörensen (1,6 miljarder SEK)
78. Alf Tönnesson (1,6 miljarder SEK)
79. Bo Göransson (1,5 miljarder SEK)
80. Karl Hedin (1,5 miljarder SEK)
81. Bo Larsson (1,5 miljarder SEK)
82. Stefan Bengtsson (1,4 miljarder SEK)
83. Anders Hedlund (1,4 miljarder SEK)
84. Thomas Onstad (1,4 miljarder SEK)
85. Carl-Henric Svanberg (1,4 miljarder SEK)
86. Johan Tidstrand (1,4 miljarder SEK)
87. Helena Tidstrand (1,4 miljarder SEK)
88. Erik Hörnell (1,3 miljarder SEK)
89. Sven-Olof Johansson (1,3 miljarder SEK)
90. Conni Jonsson (1,3 miljarder SEK)
91. Per Josefsson (1,3 miljarder SEK)
92. Ann-Sofie Mattson (1,3 miljarder SEK)
93. Karin Mattson Nordin (1,3 miljarder SEK)
94. Lennart Perlhagen (1,3 miljarder SEK)
95. Bob Persson (1,3 miljarder SEK)
96. Kerstin Skarne (1,3 miljarder SEK)
97. Anders Ström (1,3 miljarder SEK)
98. Per-Olof Söderberg (1,3 miljarder SEK)
99. Peter Thelin (1,3 miljarder SEK)
100. Hans Wallenstam (1,3 miljarder SEK)
101. Benny Andersson (1,2 miljarder SEK)
102. Robert Andreen (1,2 miljarder SEK)
103. Karl-Otto Bonnier d.y. (1,2 miljarder SEK)
104. Anders Forsgren (1,2 miljarder SEK)
105. Bengt-Olov Forssell (1,2 miljarder SEK)
106. Karl-Axel Granlund (1,2 miljarder SEK)
107. Lars Sunnanväder (1,2 miljarder SEK)
108. Fredrik Svensson (1,2 miljarder SEK)
109. Rikard Svensson (1,2 miljarder SEK)
110. Charlotte Bonnier (1,1 miljarder SEK)
111. Christina Hamrin (1,1 miljarder SEK)
112. Nils-Olov Jönsson (1,1 miljarder SEK)
113. Bertil Lindqvist (1,1 miljarder SEK)
114. Mats Qviberg (1,1 miljarder SEK)
115. Erik Selin (1,1 miljarder SEK)
116. Kjell Spångberg (1,1 miljarder SEK)
117. Jakob Lindberg (1,1 miljarder SEK)
118. László Szombatfalvy (1,1 miljarder SEK)
119. Dag Tigerschiöld (1,1 miljarder SEK)
120. Laurent Leksell (1 miljard SEK)
121. Percy Barnevik (1 miljard SEK)
122. Elisabeth Bergendahl-Mylonopoulos (1 miljard SEK)
123. Eva Bonnier d.y. (1 miljard SEK)
124. Thomas Hopkins (1 miljard SEK)
125. Gösta Welandson (1 miljard SEK)
126. Jan Söderberg (1 miljard SEK)